# Friedrich Otto Wünsche
Friedrich Otto Wünsche (n. 19 martie 1839, Milkel,  Silezia Luzaciană – d. 7 ianuarie 1905, Zwickau) a fost un botanist briolog, micolog precum profesor universitar german. Abrevierea numelui său în cărți științifice este Wünsche.

## Biografie

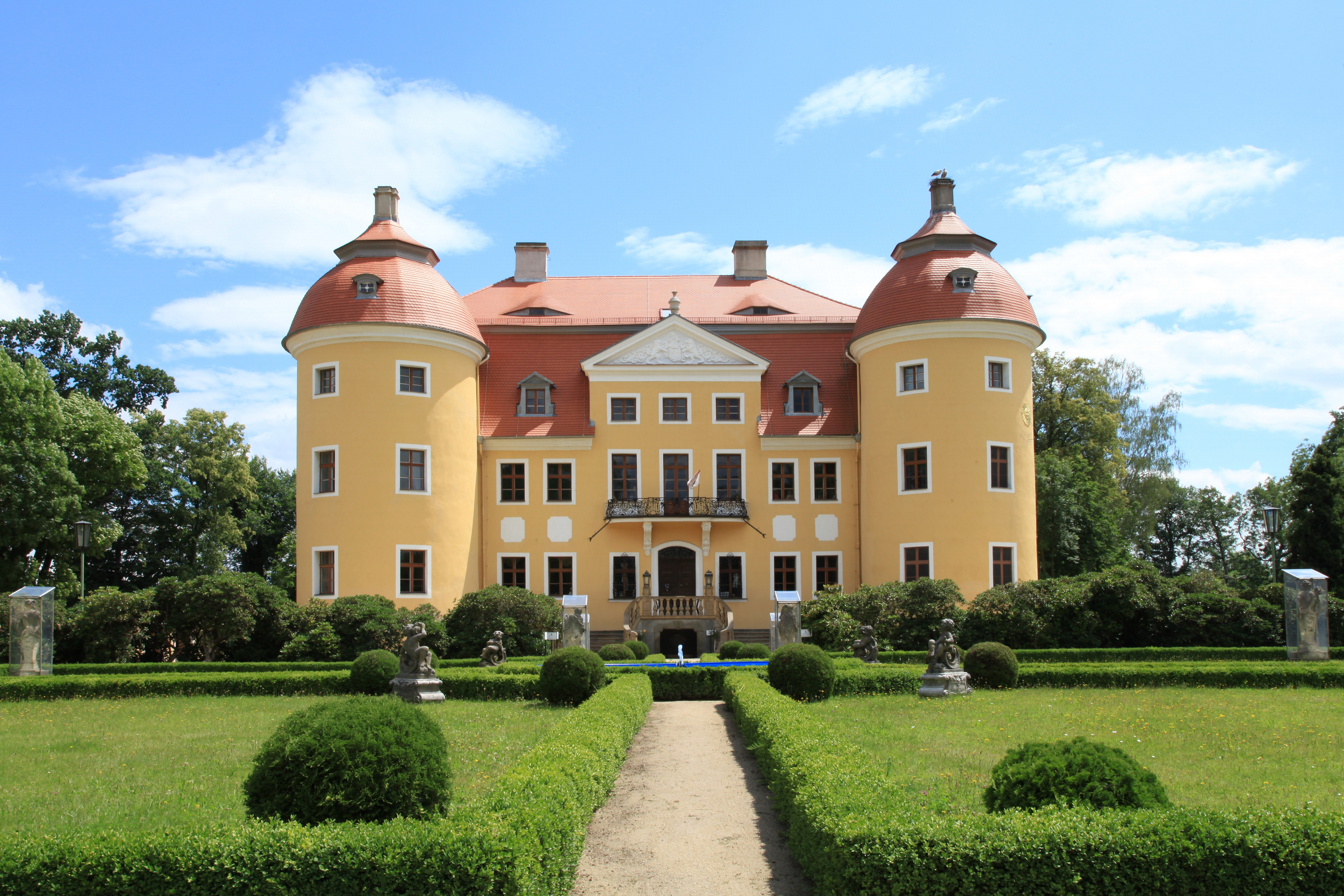
Palatul Milkel cu parc

Otto a fost fiul unui horticultor, angajat de contele imperial von Einsiedel pentru îngrijirea grădinilor domnești, care a deschis mai târziu o grădinărie proprie in Königswartha. Astfel tânărul Otto a fost confruntat deja timpuriu cu flora patriei, arătând mare interes. Părinții au căutat să dea unicul lor copil o educație potrivită predispoziției sale și, prin urmare, l-au trimis, în 1853, la școala pregătitoare pentru nivelul inferior al educației cadrelor didactice primare (Präparandenanstalt), iar, 2 ani mai târziu, la seminarul pentru învățători în Bautzen. Între 1855 și 1859, Otto a frecventat acest seminar. După absolvirea examenelor în jurul Paștilor 1859, a căpătat un post de învățător în  Bernbruch  pe lângă Kamenz. 
În 1860 a fost angajat ca profesor la școala civică din Zittau, unde a predat din 1862 lecțiile de istorie naturală în clasele de băieți și din 1863, în plus fizica și chimia la școala duminicală comercială. A înființat asociația științifică și montană Globus din Zittau, în care a început să unească cetățeni entuziasmați de științele naturale. S-a căsătorit în anul 1864.
La 3 mai 1867 a fost avansat drept profesor gimnazial pentru biologie și geografie la liceul din Zwickau de către Ministerul de Cultură și Educație publică. După ce a constatat, că manualele care urmau să dezvolte cunoașterea plantelor, au fost în multe privințe învechite, cel puțin privind Saxonia, a scris în 1869 prima sa carte, anume Excursionsflora für das Königreich Sachsen („Flora de excursii pentru Regatul Saxoniei”). Combinația de observație clară, precizie neobișnuită a descrierilor și metoda specifică strict analitică de determinare a plantelor, prin care cartea a respectat pe de o parte cerințele științei, pe de alta și nevoile privind învățarea tineretului, au făcut-o foarte populară, iar după ce Ministerul de Cultură a recomandat folosirea ei în toate școlile medii, licee și seminare, opera lui Wünsche a fost reeditată de multe ori, ultima dată a apărut în 1904 în cea de-a 9-a ediție.
Din 1870 a început să se ocupe cu criptogamele Saxoniei și a regiunilor învecinate. Apoi, în 1871, și luat doctoratul la Universitatea din Leipzig, cu teza Filices Saxponicae: Die Gefässkryptogamen des Königreichs Sachsen und der angrenzenden Gegenden („Ferigile Saxoniei: criptogamele vasculare al Regatului Saxonia și a regiunilor învecinate”), bazând pe studiile sale de dinainte, și asta fără studii anterioare sau o participare la prelegeri universitare. Până în mijlocul anilor 70 s-a ocupat mai departe cu criptogamele superioare și inferioare, rezultând în cartea sa Die Kryptogamen Deutschlands von Deutschland etc. din 1875. A urmat marea sa lucrare despre ciuperci, Die Pilze. Eine Anleitung zu ihrer Kenntnis din 1877. În 1879 a publicat chiar o lucrare despre insecte, împreună cu entomologul Diederich Herrmann Reinhard von Schlechtendal (1834-1916).  
În sfârșit, în 1891, a fost numit profesor universitar la Facultatea de Botanică a Universității din Leipzig și decorat cu „Ordinul Regal Albrecht al Saxoniei”, drept cavaler de clasa I (1899).
Din păcate, sănătatea savantului a devenit din ce în ce mai rea, pricinuit de o arterioscleroză avansată, de acea a cerut, deja în 1903, intrarea la pensie, ce i-a fost acordat. Marele botanist a murit mult prea devreme din cauza acestei boli, deplâns de familia lui, la vârsta de doar 65 de ani în casa sa din Zwickau. 
Deși fără o educație botanică specială, Wünsche a devenit unul dintre cei mai renumiți experți în flora Saxoniei din a doua jumătate a secolului al XIX-lea. Toate edițiile noi au fost prelucrate și completate de el însuși până la moartea sa. În lucrările sale, din domeniile entomologie, mineralogie și, mai presus de toate, botanică, nu a dat prioritate  cercetării, ci le-a limitat în esență pe morfologie, sistematică și distribuție geografică. Biologia după Charles Darwin a rămas aproape neglijată din cauza lipsei de timp, cum a scris odată.

## Specii denumite de Wünsche (selecție)

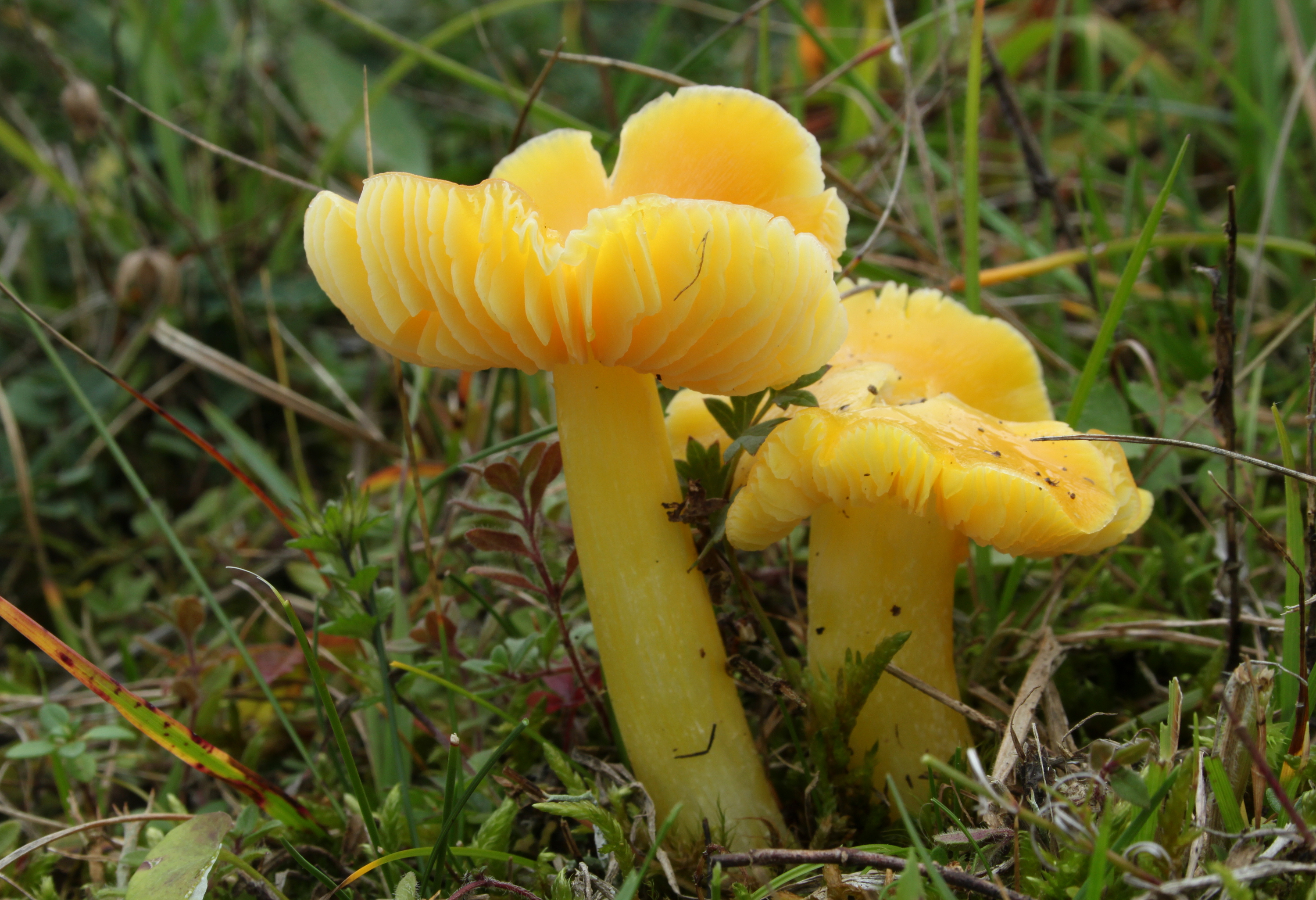
Hygrocybe chlorophana

- Dermocybe anomala (Pers.) Wünsche (1877)
- Dermocybe sanguinea (Wulfen) Wünsche (1877)
- Hygrocybe chlorophana (Fr.) Wünsche (1877)[6]
- Hygrocybe nitrata (Pers.) Wünsche (1877)
- Hygrocybe obrussea (Fr.) Wünsche (1877)[7]
- Inoloma camphoratum (Fr.) Wünsche (1877)
- Inoloma violaceum Wünsche (1877)

## Publicații (selecție)

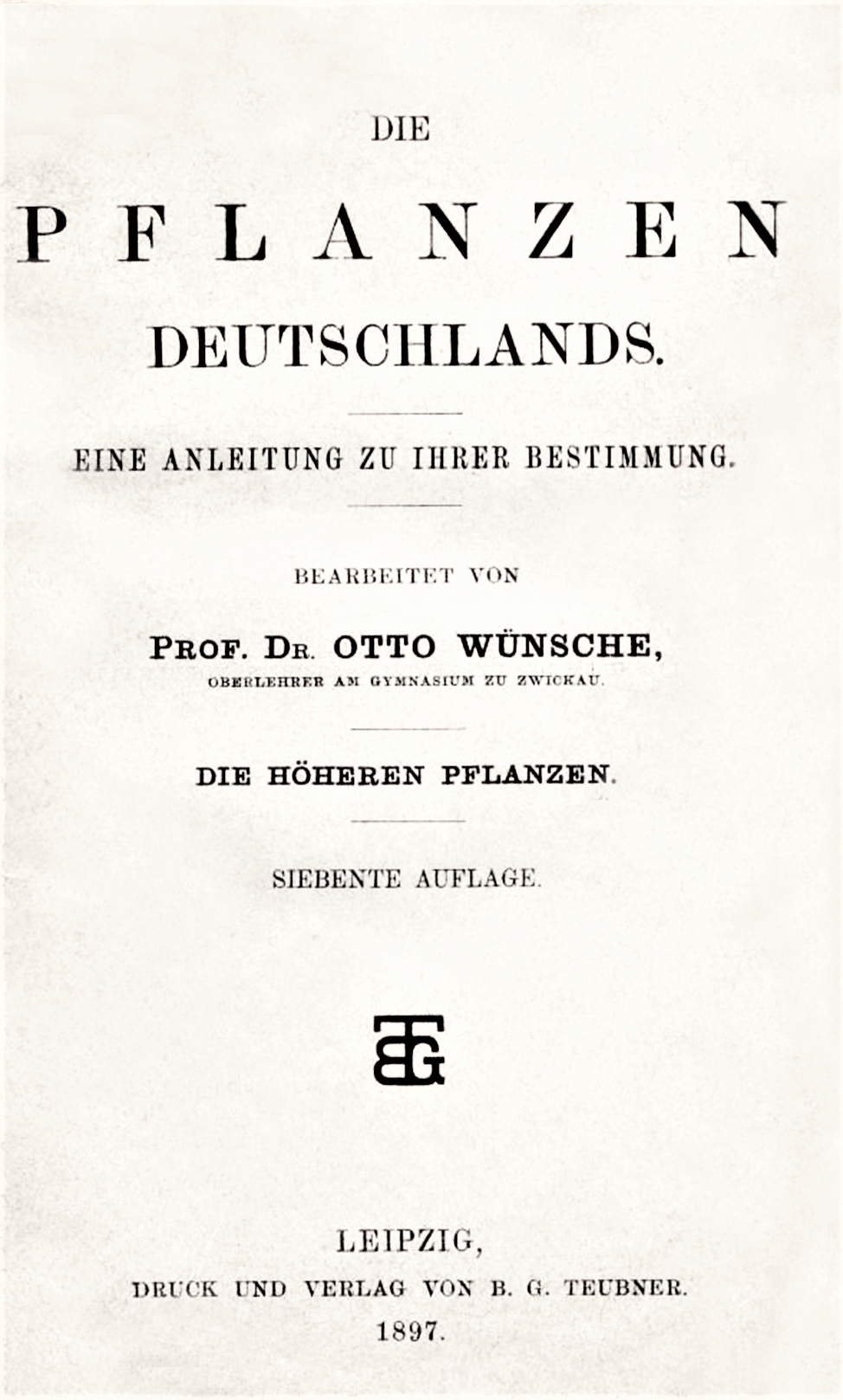
O. Wünsche: Plantele Germaniei

- Exkursionsflora für das Königreich Sachsen, Editura B. G. Teubner, Leipzig 1869
- Schulflora von Deutschland. Nach der analytischen Methode bearbeitet, Editura B. G. Teubner, Leipzig 1871, 6 ediții (1871-1892)
- Die Kryptogamen Deutschlands von Deutschland. Nach der analytischen Methode bearbeitet. Die höheren und niederen Kryptogamen, Editura B. G. Teubner, Leipzig 1875
- Die Pilze. Eine Anleitung zu ihrer Kenntnis, Editura B. G. Teubner, Leipzig 1877
- Flore générale des champignons,Edition française revue par l'auteur, Editura O. Doin, Paris 1883
- Der naturkundliche  Unterricht in Darbietungen und Übungen für Lehrer an Volksschulen und höheren Lehranstalten, 4 volume, Editura Gebr. Thost, Zwickau i. S. 1893-1897
- Die Alpenpflanzen. Eine Anleitung zu ihrer Kenntnis, Editura Gebr. Thost, Zwickau i. S. 1893
- Die verbreitetsten Pflanzen Deutschlands, Editura B. G. Teubner, Leipzig 1893
- Die Pflanzen Deutschlands: Eine Anleitung zu ihrer Kenntnis, Editura B. G. Teubner, Leipzig 1897, 8 ediții (1897-1938)
- Die Pflanzen des Königreichs Sachsen und der angrenzenden Gemeinden, Editura B. G. Teubner, Leipzig 1899, 10 ediții (1899-1912)
- Anleitung zum Botanisieren und zur Anlegung von Pflanzensammlungen. 4. Auflage, Editura Paul Parey, Berlin 1901